# Isii Siró
Isii Siró (1892. június 25. – 1959. október 9.) japán mikrobiológus és hadseregorvos, sebész-tábornok, a Japán Császári Hadsereg biológiai hadviselés 731-es egységének parancsnoka. 
Isii vezette a fejlesztését és alkalmazását azoknak a biológiai fegyvereknek, amelyeket a 731-es alakulat vetett be  Mandzsukuóban a második kínai-japán háború alatt és később terveztek bevetni az Egyesült Államok ellen is a Cseresznyevirágok éjjele művelet során. Isii és a 731-es alakulat tagjai emberkísérleteket végeztek civileken és  hadifoglyokon, amelyek több mint 10 000 ember halálát eredményezték. Isii és a 731-es alakulat mentelmi jogot kapott a Távol-Kelet Nemzetközi Katonai Törvényszékében az Egyesült Államok részére átszolgáltatott információk és az Államokban való kutatás ellenében.

## Életrajz

### Fiatalkora
Isii Siró 1892. június 25-én született Sibajamában, Csiba prefektúrában, Japánban, Isii Kacuja, helyi földtulajdonos és szakékészítő negyedik fiaként. Isii a csibai Csiba Császári Iskolájában és Kanazava negyedik számú középiskolájában tanult, Isikava prefektúrában, mielőtt orvostudományt kezdett tanulni a Kiotói Császári Egyetemen. 1921-ben Isiit behívták a japán császári hadseregbe katonai sebészként, másodosztályú hadseregsebésznek. 1922-ben Isiit kinevezték a tokiói 1. hadsereg kórházába és a hadsereg orvosi iskolájába, ahol munkája annyira lenyűgözte feletteseit, hogy két évvel később elintézték, hogy helye legyen a Kiotói Császári Egyetem orvos képzésén. Tanulmányai során Isii gyakran Petri-csészékben tenyésztett baktériumokat, melyekre mint „háziállataira” tekintett. Az hogy nem kutatási tárgyakként, hanem társállatként tekintett rájuk az egyetemi személyzet furcsállását is kiváltotta. 1925-ben Isiit előléptették elsőosztályú katonaorvossá.

### Biológiai hadviselés projekt
1927-re Isiit egy japán biofegyverprogram létrehozásával bízták meg, melynek keretei között 1928-ban kétéves utat tett nyugaton, ahol elmélyítette tudását az első világháborús kémiai és biológiai hadviselés témájában. Isii utazásai rendkívül sikeresek voltak, és segítettek neki megnyerni Araki Szadao, a japán hadsereg miniszterének támogatását. 
1936. augusztus 1-jén Isii hivatalos irányítási jogot kapott a 731-es alakulat és annak kutatási létesítményei felett. Ezekben a létesítményekben Isii és emberei szörnyű kísérleteket végeztek élő embereken. Többek között a pestises patkányok tenyésztését és azután az élő alanyok megfertőzését, terhességek kényszerítését kísérleti okokból, a fagyás elleni gyógymód kialakítását érzéstelenítők használata nélkül, valamint eszméletüknél lévő alanyok kevés, vagy teljesen fájdalomcsillapítómentes boncolását foglalta magába. A háború vége felé Isii egy szörnyű tervet dolgozott ki a pestises bolhák elterjesztésére az USA nyugati partján, mely a cseresznyefavirág művelet nevet viselte, amely tervet nem hajthatta végre, mivel a háború véget ért. Isii és a japán kormány megpróbálta titkolni a létesítményeket és a kísérleteket, de végül kudarcot vallott.

### Háborús bűnök alóli felmentés
Az Egyesült Államok hatóságai letartóztatták Isiit Japán második világháború utáni megszállása során, és a többi vezetővel együtt a szovjet hatóságoknak kellett volna kihallgatni őket. Ehelyett Isii és csapata 1946-ban tárgyalásokat folytatott és mentelmi jogot kapott vádjainak teljes nyilvánosságra hozataláért cserébe. Noha a szovjet hatóságok a vádemelés lefolytatását követelték, az Egyesült Államok az amerikai mikrobiológusok jelentései alapján tiltakozott és az eljárást nem hajtotta végre. Köztük volt Dr. Edwin Hill, a Fort Detrick vezérigazgatója, akinek a jelentése szerint "a kutatás eredményei feltétlenül felbecsülhetetlen értékűek. Az Egyesült Államokban az embereken végzett kísérletek korlátozottak és az információ meglehetősen olcsón szerezhető be".  
Isii mentességi megállapodását 1948-ban kötötték meg, és soha nem vádolták háborús bűncselekményekkel, pontos tartózkodási helye 1947-től nem volt ismert. Richard Drayton, a Cambridge-i Egyetem történelem oktatója állítja, hogy Isii később Marylandbe ment, hogy tanácsokkal szolgáljon a biológiai fegyverekről.  Egy másik forrás szerint Japánban maradt, ahol klinikát nyitott, ahol ingyenesen végzett vizsgálatokat és kezeléseket.  Isii naplót vezetett, de ez nem utalt semmiféle háborús tevékenységére a 731-es alakulatnál.  Isii 1958. augusztus 17-én felszólalt Japánban, ahol először és egyben utoljára jelent meg az egykori 731-es alakulat tagjainak gyűlésén, és búcsúbeszédet tartott.

### Halála
Isii 1959. október 9-én halt meg gégerákban 67 éves korában egy tokiói kórházban. Lánya szerint Isii röviddel halála előtt felvette a római katolikus vallást. 

## Fordítás
- Ez a szócikk részben vagy egészben  a   Shirō Ishii című angol Wikipédia-szócikk ezen változatának fordításán alapul.  Az eredeti cikk szerkesztőit annak laptörténete sorolja fel. Ez a jelzés csupán a megfogalmazás eredetét és a szerzői jogokat jelzi, nem szolgál a cikkben szereplő információk forrásmegjelöléseként.